# Zenon Matysik
Zenon Matysik (7 luglio 1935) è un ex cestista polacco.

## Carriera
Con la Polonia ha disputato i Campionati europei del 1959.

## Palmarès
- Campionato polacco: 2

Śląsk Wrocław: 1964-65, 1969-70